# Bulbophyllum succedaneum
Bulbophyllum succedaneum là một loài phong lan thuộc chi Bulbophyllum.